# Nissan Pintara
La Nissan Pintara è un'autovettura di gamma medio-alta prodotta dalla casa automobilistica giapponese Nissan Motor dal 1986 al 1993 in due generazioni. Fu destinata esclusivamente al mercato australiano, nazione dove venne anche prodotta.

## La prima serie (R31): 1986-1990

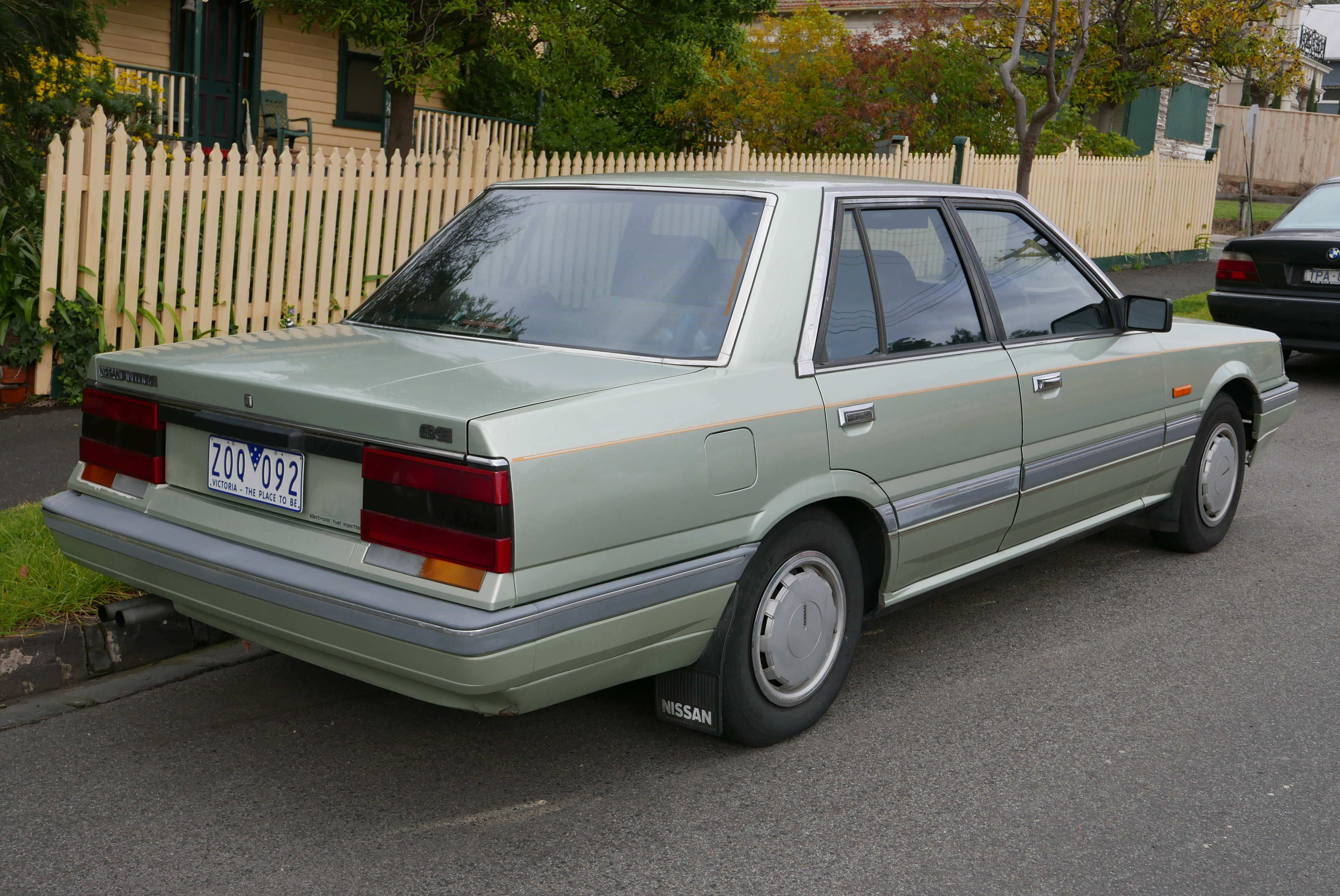
Una Nissan Pintara prima serie versione berlina

La prima generazione di Nissan Pintara era basata meccanicamente sulla Nissan Skyline e competeva, nel mercato australiano, principalmente con la Mitsubishi Magna. Era disponibile con carrozzeria berlina quattro porte e familiare cinque porte. Era offerta i livelli di allestimento (in ordine crescente di lussuosità crescente), GLi, Executive, GX, GXE e TRX. Era a trazione posteriore e motore anteriore. La motorizzazione offerta era composta da un solo propulsore, ovvero un quattro cilindri in linea da 2 L di cilindrata e 105 CV di potenza. 

## La seconda serie (U12): 1989-1993

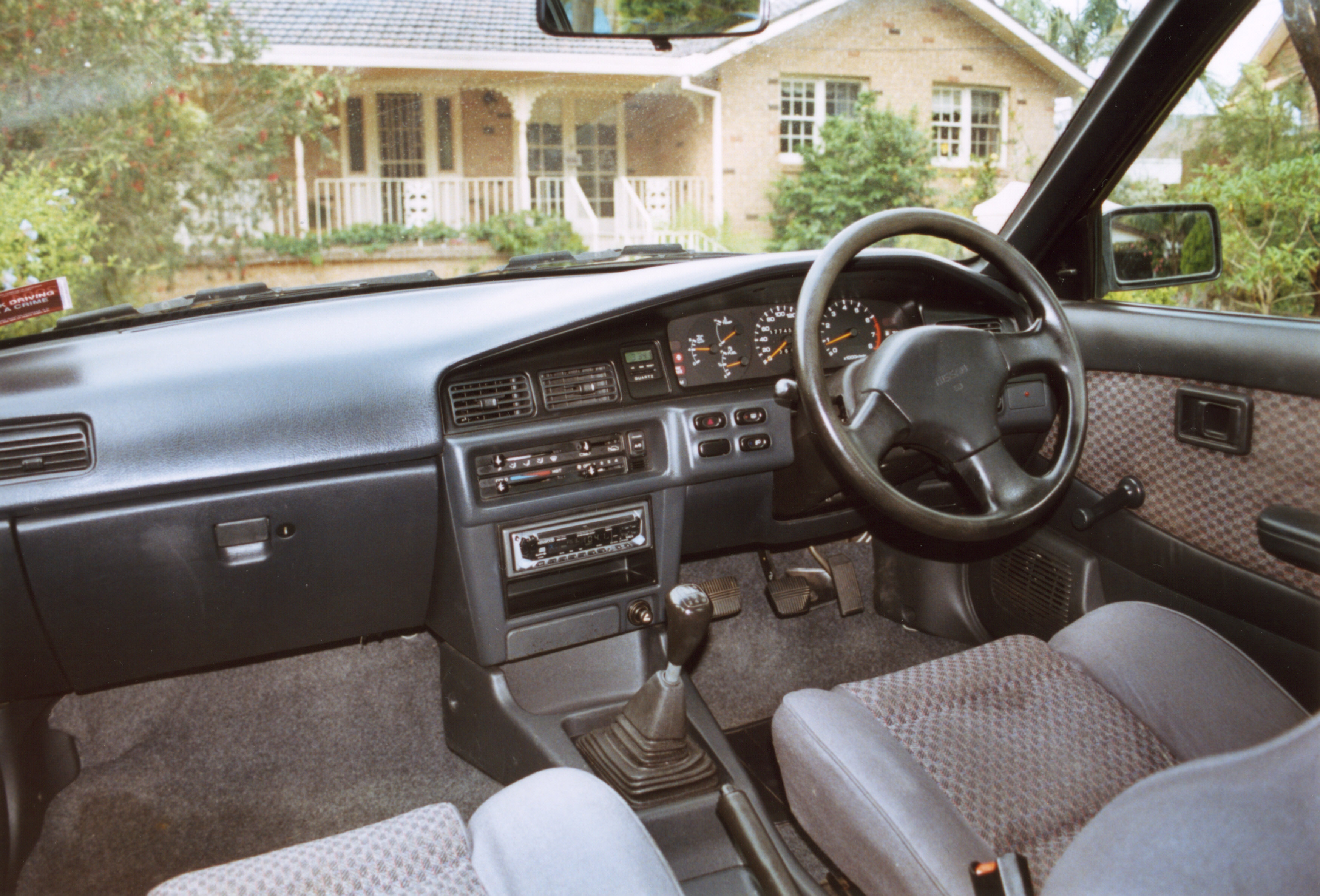
Gli interni di una Nissan Pintara seconda serie versione berlina

A differenza della prima generazione di Pintara, la seconda serie del modello era basata meccanicamente sulla contemporanea Nissan Bluebird. Era disponibile con carrozzeria berlina quattro o cinque porte e familiare cinque porte. La seconda generazione di Pintara è stata venduta anche con il nome "Ford Corsair" dai concessionari Ford australiani come parte della cooperazione tra le due case automobilistiche che all'epoca era voluta dal governo australiano. Aveva il motore anteriore e, a differenza della generazione precedente, era a trazione anteriore. La motorizzazione offerta era composta da due propulsori, ovvero un quattro cilindri in linea da 2 L di cilindrata e 105 CV di potenza e da un motore a quattro cilindri in linea da 2,4 L e 134 CV.